# Arctopsyche ladogensis
Arctopsyche ladogensis is een schietmot uit de familie Hydropsychidae. De soort komt voor in het Palearctisch en het Nearctisch gebied.